# Star Wars: Shadows of the Empire
Shadows of the Empire er en tegneserie, der er blevet lavet om til et spil.
Spillet og tegneserien foregår i Star Wars-universet i tiden mellem The Empire Strikes Back og Return of the Jedi.

## Personer
- Boba Fett
- IG-88
- Chewbacca
- Dash Rendar
- Leia Organa
- Luke Skywalker
- Prins Xizor
- Darth Vader
- Han Solo
- Jabba the Hutt
- Palpatine
- Lando Calrissian
- Wrenga Jixton

## Fanfilm
En brasilansk fangruppe har lavet en fanfilm med Star Wars-actionfigurer, der kan downloades hos shadowsfanfilm Arkiveret 18. december 2014 hos  Wayback Machine.
| Star Wars | Spire Denne Star Wars-artikel er en spire som bør udbygges. Du er velkommen til at hjælpe Wikipedia ved at udvide den. |